# Taylor (Arizona)
Taylor – miasto w Stanach Zjednoczonych, w stanie Arizona, w hrabstwie Navajo.